# Mimi Gibson
Mimi Gibson (* 19. Oktober 1948 in Renton, Washington) ist eine ehemalige US-amerikanische Schauspielerin.

## Leben
Mimi Gibson wurde in Renton, einem Vorort von Seattle, im US-Bundesstaat Washington geboren. Sie zog mit ihrer Mutter und Schwester im Alter von zwei Jahren nach Los Angeles. Bereits im selben Alter spielte sie kleinere Rollen in mehreren Filmen, unter anderem in In all meinen Träumen bist Du (1951).
In den 1950er-Jahren war sie in beinahe 30 Filmen zu sehen, etwa in Hausboot (1958) neben Cary Grant und Sophia Loren, in Dem Adler gleich (1957) an der Seite von John Wayne, in Die zehn Gebote (1956), Drango (1957) und in Alarm für Sperrzone 7 (1957).
Eine Hauptrolle hatte sie im Film The Courage of Black Beauty (1957), der jedoch nie in Deutschland gezeigt wurde. Außer in Filmen war sie auch in vielen beliebten Fernsehserien als Gaststar zu sehen.
In den 1960er-Jahren nahm die Anzahl Filmrollen ab. Sie spielte in nur vier Filmen, unter anderem als Evelyn in Infam (1961) neben Audrey Hepburn und Shirley MacLaine. 1961 arbeitete sie zum einzigen Mal als Synchronsprecherin und sprach die Rolle des Hundes „Lucky“ im Disney-Zeichentrickfilm 101 Dalmatiner. In den 1960er-Jahren war sie noch in einigen Fernsehserien wie Meine drei Söhne und Erwachsen müsste man sein zu sehen. Zwischen 1962 und 1966 arbeitete sie nicht als Schauspielerin. 1966, 1967 und 1968 folgte je ein Auftritt in einer Fernsehserie. Im Jahr 1968 trat sie in ihrem letzten Film …aber das Blut immer rot in Erscheinung.
Nach ihrer Filmkarriere fand Mimi Gibson heraus, dass ihre Mutter die als Kinderschauspielerin verdienten Gagen ausgegeben hatte und sie deshalb keine finanziellen Mittel mehr hatte, um ein College zu besuchen. Sie heiratete mit 20 Jahren und verließ ihre Mutter. Obwohl Gibson sich mit ihr später wieder vertrug, hat sie das Erlebnis geprägt. Als Folge engagiert sie sich dafür, dass Kinderdarsteller einen Teil ihres Einkommens behalten dürfen. Sie ist in der Organisation „A Minor Consideration“ tätig, die von ihrem Hausboot-Co-Kinderstar Paul Petersen geleitet wird.
Gibson lebt mit ihrem Ehemann in Nordkalifornien.

## Filmografie (Auswahl)
- 1951: In all meinen Träumen bist Du (I’ll See You in My Dreams)
- 1953: Herzen im Fieber (Torch Song)
- 1954: Sinuhe der Ägypter (The Egyptian)
- 1954: Rhythmus im Blut (There’s No Business Like Show Business)
- 1955: Unternehmen Pelikan (The Eternal Sea)
- 1955: In Acht und Bann (At Gunpoint)
- 1956: Planet des Grauens (World Without End)
- 1956: Der Rebell von Arizona (Rebel in Town)
- 1956: Die zehn Gebote (The Ten Commandments)
- 1957: Dakota (The Oklahoman)
- 1957: Hyänen der Straße (The Brothers Rico)
- 1957: Alarm für Sperrzone 7 (The Monster That Challenged the World)
- 1957: Dem Adler gleich (The Wings of Eagles)
- 1958: Hausboot (Houseboat)
- 1958: König der Freibeuter (The Buccaneer)
- 1959: Der ehrbare Bigamist (The Remarkable Mr. Pennypacker)
- 1961: Infam (The Children's Hour)
- 1961: 101 Dalmatiner (One Hundred and One Dalmatians)
- 1968: …aber das Blut immer rot (If He Hollers, Let Him Go)